# Rümeysa
Rümeysa – konkubina osmańskiego księcia Mustafy i matka jego dzieci.

## Życiorys

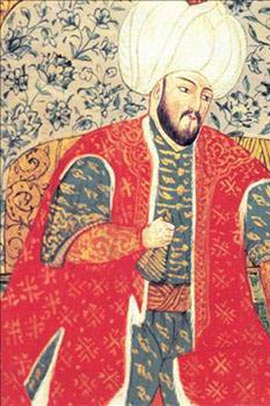
Mąż Rümeysy, Mustafa

Rümeysa urodziła się w ok. 1520 roku w Bośni i Hercegowinie, jako Nadia Frankos. Jej ojcem był Josef Frankos, malarz pochodzenia bośniackiego, a matką – francuska szwaczka. W wieku ok. 12 lat Nadia trafiła do książęcego haremu, gdzie dzięki swej urodzie i inteligencji szybko zwróciła na siebie uwagę Mustafy. Jakiś czas później urodziła mu kilkoro dzieci: Mehmeda, Şah i Mihrişah. Rümeysa zasłynęła swoim okrucieństwem, ponoć bał się jej cały harem Mustafy, mordowała nałożnice i kochanki księcia. Po jego śmierci w 1553 roku przeniosła się razem z teściową sułtanką Mâhidevrân do Bursy, gdzie trzy miesiące później z rozkazu Sulejmana Wspaniałego, zamordowany został jej syn – Mehmed. Po śmierci syna przeniosła się do Izmiru gdzie spędziła resztę swoich dni. Była bardzo szanowana i nazywana Kadinefendi. Jej śmierć datuje się na rok 1604.